# Grupo Octubre
Grupo Octubre S.A. (GO S.A.) es una empresa multimedios de Argentina creada y dirigida por el empresario y sindicalista Víctor Santa María, con sede en la Ciudad de Buenos Aires. Es administrada por la Fundación Octubre de Trabajadores de Edificios, perteneciente al Sindicato Único de Trabajadores de Edificios de Renta y Horizontal (SUTERH), liderado también por Santa María.

## Historia
La Fundación Octubre comenzó hace 20 años a desarrollar proyectos de capacitación y culturales. La misma lleva unos 10 años dirigiendo la revista Caras y Caretas y el centro cultural homónimo, a lo cual han sumado una mayor participación en el periodismo gráfico: en 2016 el Grupo Octubre presentó la fusión con el reconocido diario Página/12.
En el ámbito cultural, Octubre también se encarga de gestionar la Universidad Metropolitana para la Educación y el Trabajo (UMET), que también es la casa de estudios del Grupo. Fundada en 2012, la UMET (que en el 2015 contaba con unos 780 alumnos) fue inaugurada por la entonces presidenta Cristina Kirchner junto al actual presidente brasileño Lula da Silva.
El grupo Octubre también incursionó en el cine con el fideicomiso Filmar, que realizó varias películas, entre ellas, Verdades verdaderas, la vida de Estela, un film biográfico sobre la presidenta de las Abuelas de Plaza de Mayo, Estela de Carlotto. Octubre también ayudó a financiar Néstor Kirchner, la película. Además, en el campo deportivo, Santa María preside Sportivo Barracas (actualmente en la Liga de Primera D), para el cual logró la reafiliación a la AFA en la temporada 2013/2014.

## Medios destacados

### Medios impresos
Destacan 4 medios impresos, 2 periódicos y 2 revistas.
| Medios escritos           | Tipo      | Fundación               | Género                                                      |
| ------------------------- | --------- | ----------------------- | ----------------------------------------------------------- |
| Diario Página/12          | Periódico | 26 de mayo de 1987      | Generalista.                                                |
| Diario Z                  | Periódico | 26 de noviembre de 2009 | Informativa exclusiva para Buenos Aires.                    |
| Revista Caras y Caretas   | Revista   | 19 de agosto de 1898    | Humor político, es la primera revista interactiva del país. |
| Revista El Planeta Urbano | Revista   | 1 de octubre de 1997    | Magazine de «lifestyle».                                    |

### Medios televisivos
Destacan 2 canales de televisión actualmente en transmisión.
| Logo | Nombre                              | Programación | Fundación             | Canales                      |
| ---- | ----------------------------------- | --- | --------------------- | ---------------------------- |
|      | elnueve Sumate                      | Canal principal generalista, el canal presenta mayor contenido propio como noticias, espectáculos, talk shows y ocasionalmente series, entre otros. | 9 de junio de 1960    | Canal 9 (VHF) Canal 35.1 TDT |
|      | Información Periodística Actualidad | Canal temático de noticias. | 17 de octubre de 2020 | Canal 24.5 TDT               |

### Medios radiales
Destacan 5 emisoras radiales.
| Logo | Nombre                               | Programación | Fundación                                           | Emisoras                  |
| ---- | ------------------------------------ | --- | --------------------------------------------------- | ------------------------- |
|      | AM 750 Objetivos pero no imparciales | Programación periodística, interés general, política y deportes.                                                                              | 28 de junio de 2010                                 | 750 AM                    |
|      | Blackie FM 89.1 Solo Jazz            | Programación musical dedicada al jazz (clásicos y actuales). Anteriormente conocida como Radio Oktubre.                                       | 28 de febrero de 2017                               | 89.1 FM                   |
|      | Mucha Radio ¡Son Muchos Exitos!      | Programación informativa y musical dedicada a la música latina de todos los tiempos.                                                          | Febrero de 2016                                     | 94.7 FM                   |
|      | Aspen 102.3 Pura música las 24 horas | Programación musical dedicada al pop/rock internacional (clásicos y actuales).                                                                | 7 de noviembre de 1988                              | 102.3 FM 35.3 TDT (Audio) |
|      | Like FM 89.5 La música que te gusta  | Programación con formato de radio americana de Top 40, hits de pop latino y urbano de hoy, información del tránsito y entrevistas a artistas. | 6 de abril de 2020 (97.1) 1 de junio de 2024 (89.5) | 89.5 FM                   |

### Deportes
| Nombre            | Equipo deportivo                                                                       |
| ----------------- | -------------------------------------------------------------------------------------- |
| Sportivo Barracas | Club de fútbol argentino fundado el 30 de octubre de 1913. Gestionado por Santa María. |

### Educación y cultura
| Nombre                                                          | Servicios                                                                            |
| --------------------------------------------------------------- | ------------------------------------------------------------------------------------ |
| Centro Cultural/Sala Caras y Caretas                            | Teatro que cuenta con 3 salas: 2037 Teatro, 330 Café Cultural y 330 Salas.           |
| Universidad Metropolitana para la Educación y el Trabajo (UMET) | Amplia variedad de carreras universitarias, actualmente está en el circuito teatral. |
| Instituto Superior Octubre (ISO)                                | Un terciario que cuenta con siete carreras, entre las que se destaca Enfermería.     |

### Servicios
| Nombre               | Servicios                        |
| -------------------- | -------------------------------- |
| Octubre TV           | Plataforma de video bajo demanda |
| Editorial Octubre    | Edición y creación de libros     |
| Latinoamérica Piensa | Portal de internet               |
| FilmarFondeart       | Proyecto de cine                 |